# 大韓民國國璽
大韓民國国玺（：／）是大韩民国的印章。印章上刻有諺文大韩民国（대한민국）。該印章用于颁布宪法、任命内阁成员和大使以及簽署外交文件。
大韓民國建國初期，印章上的文字為漢字，20世紀後期改用諺文。

## 历史
1948年8月大韩民国建国后，韩国政府于1949年5月決定啟用大韓民國國璽。
印章的设计經過多次更迭。大韓民國國璽的第一个版本一直使用到20世纪60年代初，用銀鑄造，印章上的文字是朝鮮漢字（大韓民國之璽），印紐為狗。第二版文字改為諺文，印紐為龜，第三版改用黃金鑄造，印紐為二鳳一槿，第四版印紐為一隻鳳凰，第五版印紐為二鳳一槿。
第五版印章于2011年9月设计，2011年10月正式啟用。

## 印章版本

#### 大韓民國臨時政府時期

大韩民国临时政府印

#### 大韓民國時期

第一版 (1949–1962)
第二版 (1963–1999)
第三版 (1999–2008)
第四版 (2008–2010)
第五版，亦是現行版本 (2011-)